# Heinrich Gabriel von Collenbach
Heinrich Gabriel von Collenbach, auch Kollenbach, (* 1706 in Wien; † 5. November 1790 ebenda) war ein österreichischer Diplomat und Staatsmann. Collenbach war Staatsoffizial der Wiener Staatskanzlei und österreichischer Unterhändler bei den Verhandlungen zur Beendigung des Siebenjährigen Krieges. Als solcher war er 1763 Mitunterzeichner des Friedens von Hubertusburg.

## Leben

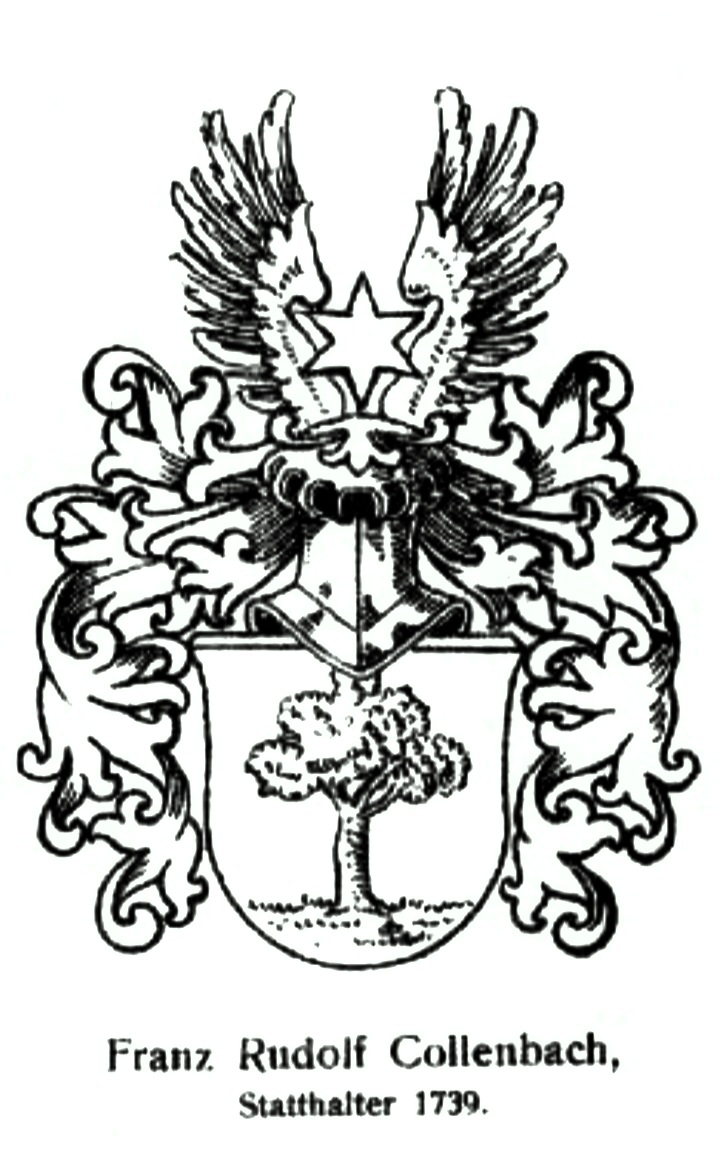
Stammwappen der Collenbach, hier nach einem Siegelabdruck des Bruders Franz Rudolf von Collenbach

Heinrich Gabriel Reichsfreiherr von Collenbach entstammte der angesehenen Familie Collenbach aus dem Herzogtum Berg. Der Großvater Franz Rudolf Collenbach († 1712) war Bürgermeister von Ratingen und seine Ehefrau Christina entstammte dem Aachener Patriziergeschlecht Clotz. Heinrich Gabriels Vater war deren 1686 geborener Sohn Johann Caspar Collenbach, der mit Maria Catharina Schaumburg (Schauenburg) verheiratet war. Heinrich Gabriels nach dem Großvater benannter Bruder Franz Rudolf wurde Herr zu Warden und Syndikus der jülichschen Ritterschaft, 1739 Statthalter, zuletzt kurpfälzischer Geheimer Rat zu Aachen.
Heinrich Gabriel Collenbach wurde von Jesuiten erzogen und war 1733 Begleiter einer Gesandtschaft von Kaiser Karl VI. am Preußischen Hof in Berlin. 1736 wurde er Gesandtschaftssekretär des Fürsten von Liechtenstein, dem kaiserlichen Botschafter in Berlin. 1740 erlebte er als Begleiter von Kardinal Joseph Dominikus von Lamberg, dem Fürstbischof von Passau, die Krönung von Papst Benedikt XIV.
Von 1740 bis 1753 war Collenbach als fürstlich nassauischer Geheimer Rat im Interesse des österreichischen Hauses tätig und leistete vor allem während des Österreichischen Erbfolgekrieges wichtige Dienste. 1753 wurde er zum Wirklichen Hofrat und Geheimen Staatsoffizial in die Wiener Staatskanzlei berufen. In den letzten Tagen des Jahres 1762 nahm er als Bevollmächtigter an den Verhandlungen mit Preußen und Sachsen zur Beendigung des Siebenjährigen Krieges teil. Als österreichischer Verhandlungsführer gehörte er am 15. Februar 1763 zu den Mitunterzeichnern des Friedensvertrages auf Schloss Hubertusburg. Noch im selben Jahre verlieh ihm die Kaiserin Maria Theresia den österreichischen Freiherrenstand. Ihr Sohn, Kaiser Joseph II. erhob ihn, der mittlerweile auch zum Schatzmeister des Militär-Maria-Theresien-Ordens ernannt worden war, und seine zwei Brüder Franz Rudolf von Collenbach, kurpfälzischer geheimer Rat und Jülicher Ritterschaftssyndikus, sowie Peter Ferdinand von Collenbach, Jülicher und Bergischer Wirklicher geheimer Oberappellationsrat und Hofkammerfiskal, am 1. November 1771 in den Reichsfreiherrenstand. 
Heinrich Gabriel von Collenbach starb am 5. November 1790, im Alter von 84 Jahren, in seiner Geburtsstadt Wien. Sein zweitgeborener Sohn Egidius von Collenbach wurde kaiserlicher geheimer Staatsreferendarius. Er heiratete Cäcilie, eine geborene von Trendel. Der Sohn seiner Gemahlin aus erster Ehe, den er auch als Erben einsetzte, vereinigte den Namen Collenbach mit seinem. Er war damit der Begründer der freiherrlichem Familie von Lebzeltern-Collenbach. Die Tochter Maria Anna Freiin von Collenbach war zunächst Stiftsdame des adeligen weltlichen Fräuleinstiftes zu Vilich. Später heiratete sie den Freiherren und kaiserlichen Internuntius bei der Hohen Pforte Philipp von Herbert-Rathkeal.
Der Feldmarschallleutnant Gabriel von Collenbach war ein Enkel von Heinrich Gabriels Bruder Franz Rudolf.

### Freiherrliches Wappen

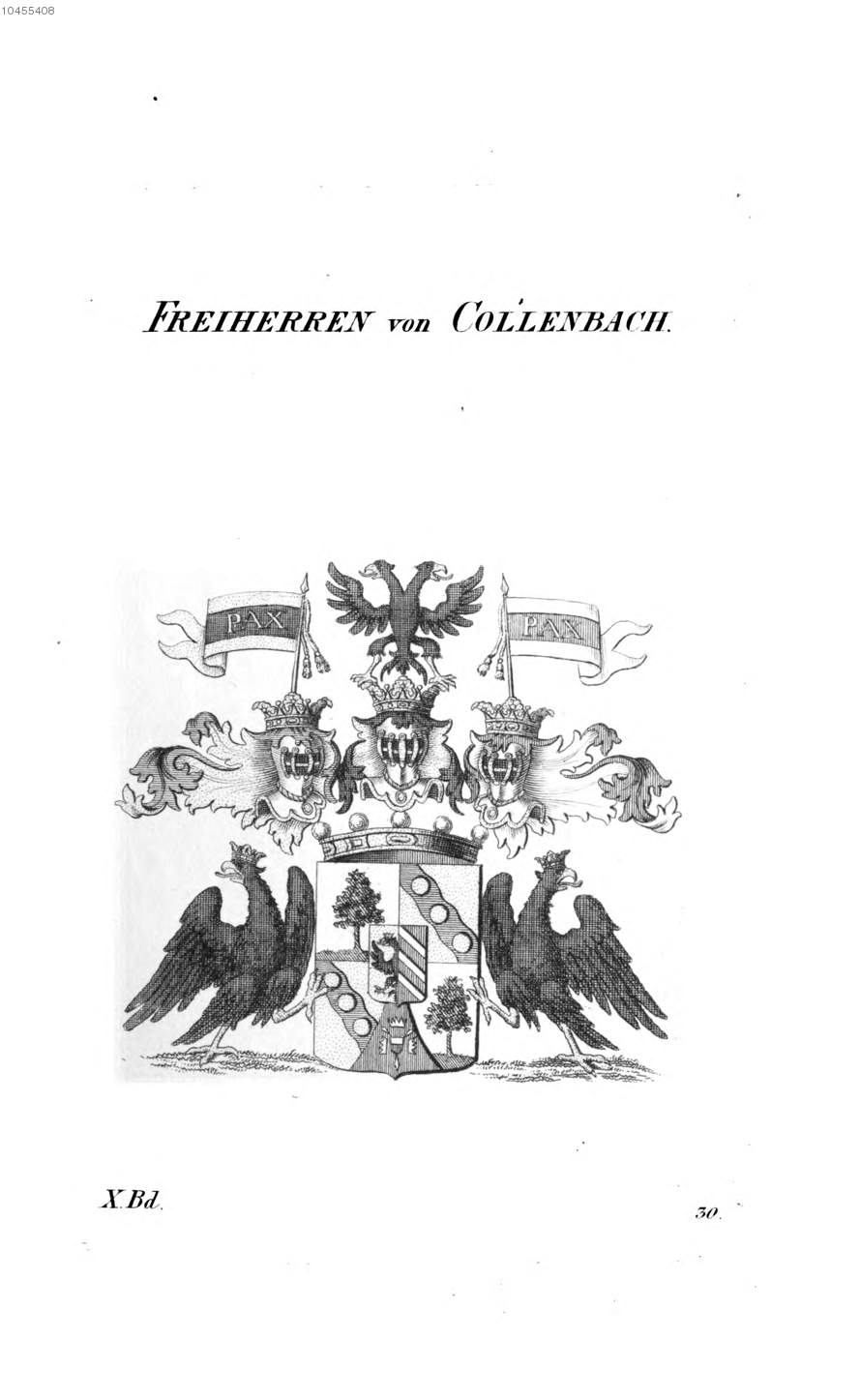
Freiherrliches Wappen Collenbach
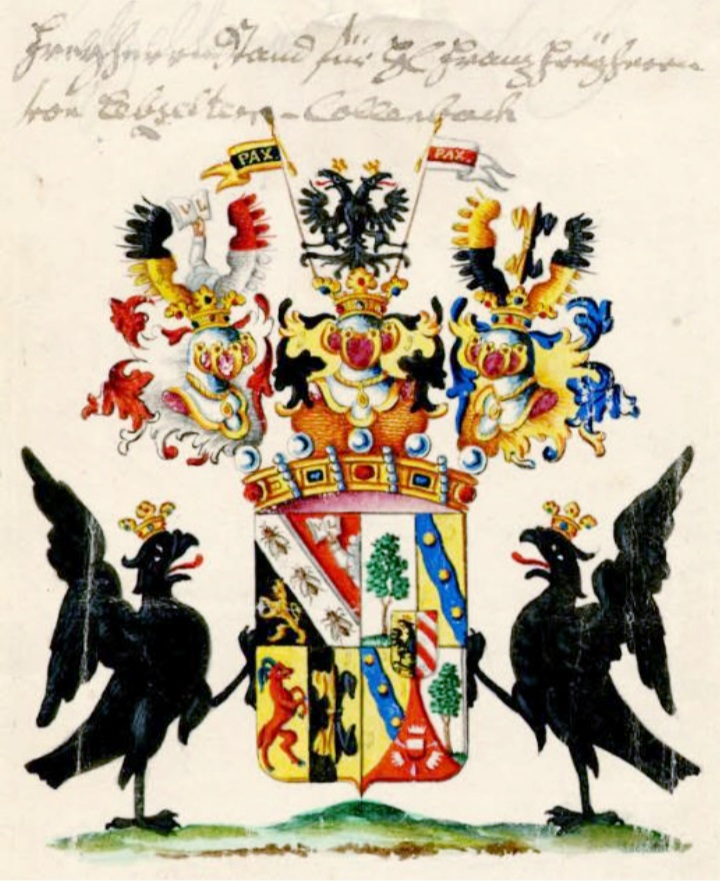
Freiherrliches Wappen Lebzeltern-Collenbach

Das freiherrliche Wappen derer von Collenbach ist quadriert mit aufgegelegtem Herzschild und von unten eingepropfter eingebogener Spitze. Das erste und vierte Feld zeigt einen Baum auf grünem Rasen: das Stammwappen der Collenbach. Das zweite und dritte Feld erinnert an die Herkunftsfamilie der Großmutter, das Aachener Patriziergeschlecht Clotz. Die eingepfropfte Spitze zeigt das Stammwappen der Grafen von Schauenburg und Holstein, das Nesselblatt. Offenbar wurde eine Abstammung der Herkunftsfamilie der Mutter, Schaumburg (Schauenburg), von den Grafen von Schauenburg (Schaumburg) postuliert. Tatsächlich lässt sich über den Großvater mütterlicherseits, Heinrich Ferdinand Schaumburg, die Stammreihe zu dessen Großvater Adolph Schaumburg (1580–1637) zurückverfolgen, welcher ein Sohn des Arnold von Schaumburg (1550–vor 1616) war. Arnold von Schaumburg war ein Bastardsohn des Kölner Kurfürst-Erzbischofs Adolf von Schaumburg (1511–1556).